# 豐田EZ
豐田EZ之官方名稱為豐田逸致（中國以外地區稱之為豐田Verso），乃是廣汽豐田汽車在2011年新推出的車型，結合了多功能休旅車和運動型多用途車的特點。

## 內部連結
- 廣汽豐田

## 外部連結
- 中國官方網站（页面存档备份，存于）